# 塔耶堡戰役
坦耶堡戰役（法語：Bataille de Taillebourg）發生於1242年7月，聖東日戰爭的決戰。一支由路易九世和他弟弟普瓦捷的阿爾方斯指揮的法軍與英格蘭國王亨利三世的聯軍進行了戰鬥。
這場戰鬥是在夏朗德河上的橋樑上進行的，英軍和他們的盟友被重創並被迫和解。這場戰役標誌著亨利三世恢復安茹帝國的希望徹底破滅。